# Henry Purcell
Henry Purcell (London, 10. rujna 1659. – London, 21. studenog 1695.), engleski skladatelj i orguljaš.

## Životopis

### Glazbeni izričaj
Najpoznatiji je skladatelj baroknog doba i jedno od najpoznatijih imena engleske glazbe uopće.
Svojim djelom otvorio je novo razdoblje u engleskoj glazbi, stvorivši novi, specifično engleski stil, slavljen kao "Orpheus Britanicus". Dao je pečat engleskoj vokalnoj, dramskoj, instrumentalnoj i crkvenoj glazbi.
Djelovao je kao skladatelj i dirigent dvorskog orkestra. Purcell je većinu svog života proveo u Chapel Royalu kao skladatelj, a kasnije postaje orguljaš i pjevač Westminsterske Opatije.
Njegov ukupan opus broji više od dvadeset tvrdoukoričenih svezaka, a najvažniji dio Purcellova čistog instrumentalnog stvaralaštva posvećen je gudačkim instrumentima.
Osobitost njegova opusa očituje se u suprotnostima osamljeničkog i dramatičnog ilirskog izraza, katkad svečanog, a katkad duhovito zajedljivog svrstanog u savršenu i strogu formu.
Neposredno prije smrti skladao je grandiozni "Te Deum", najveličanstvenije djelo engleske crkvene glazbe. 